# Palais Pallavicini Rospigliosi
Le palais Pallavicini Rospigliosi est un palais italien du XVIIe siècle, construit par la famille Borghèse sur le Quirinal, à Rome.

## Historique
L'édifice occupe les lieux où ont été retrouvés les vestiges des Thermes de Constantin, dont on peut encore voir les restes dans le sous-sol du casino.
Le palais a été bâti à l'initiative du cardinal Scipione Borghese, neveu du pape Paul V, qui voulait une demeure à côté de la résidence papale du palais du Quirinal.
La construction a d'abord été confiée à l'architecte Flaminio Ponzio puis en 1613, à la mort de celui-ci, à Carlo Maderno. Le jardin a été projeté par Giovanni Vasanzio (it).
Lorsque Giovanni Angelo Altemps en était propriétaire, le palais a été rafraîchi par Onorio Longhi.
Le palais est passé successivement sous la propriété de Giovanni Angelo Altemps qui l'acheta en 1616, puis en 1622 à la famille Bentivoglio, puis aux Lante, au cardinal Mazarin et enfin à ses héritiers les Mancini. Pendant ce temps, il a servi en tant qu'ambassade française avant que celle-ci ne soit transférée au palais Farnèse.
En 1704, le palais a été transformé en habitation par la famille Rospigliosi-Pallavicini, qui en possède encore la moitié, tandis que l'autre moitié a été pendant de nombreuses années le siège de la Federconsorzi et actuellement celle de la Coldiretti (it).

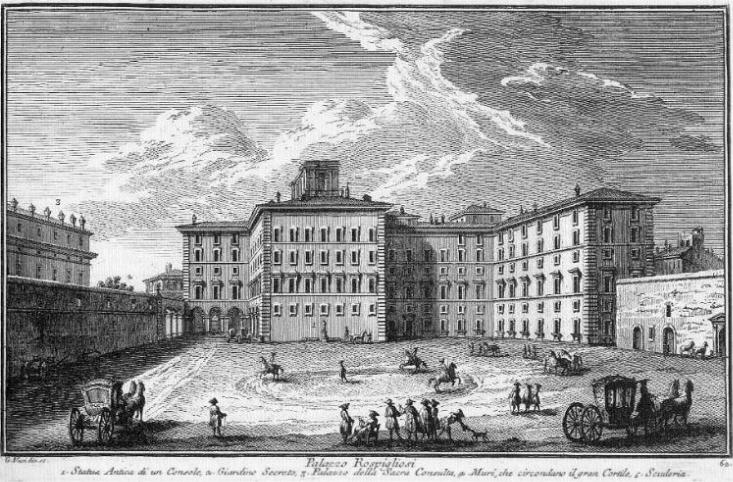
Le palais Pallavicini Rospigliosi, gravure de Giuseppe Vasi (1754).

## Description
Le palais comporte aujourd'hui un petit musée qui contient une collection d'art de la Renaissance et de l'époque baroque et le Casino dell'Aurora avec une fresque de Guido Reni (1614).

### La galerie d'art
La galerie d'art Pallavicini, non accessible au public, rassemble une collection commencée par le cardinal Lazzaro Pallavicino et comporte plus de 540 peintures, dessins et sculptures d'artistes tels qu'Andrea Camassei, Annibale Carracci, Pietro da Cortona, Nicolas Poussin, Sandro Botticelli (Mardochée en pleurs), Lorenzo Lotto, Peter Paul Rubens, Domenichino, Luca Signorelli, Guido Reni et Guercino.
Avec les œuvres possédées par les familles Colonna et Doria-Pamphilij, cette collection fait partie des plus importantes collections privées de Rome.
Les couloirs sont décorés de fresques par Paul Bril et la loggia dans le jardin par celles d'Orazio Gentileschi et d'Agostino Tassi.

### Le casino
Le casino a été projeté par Giovanni Vasanzio (it). Les murs sont ornés par les fresques des quatre saisons peintes par Paul Bril et par deux triomphes d'Antonio Tempesta.